# Venta Icenorum

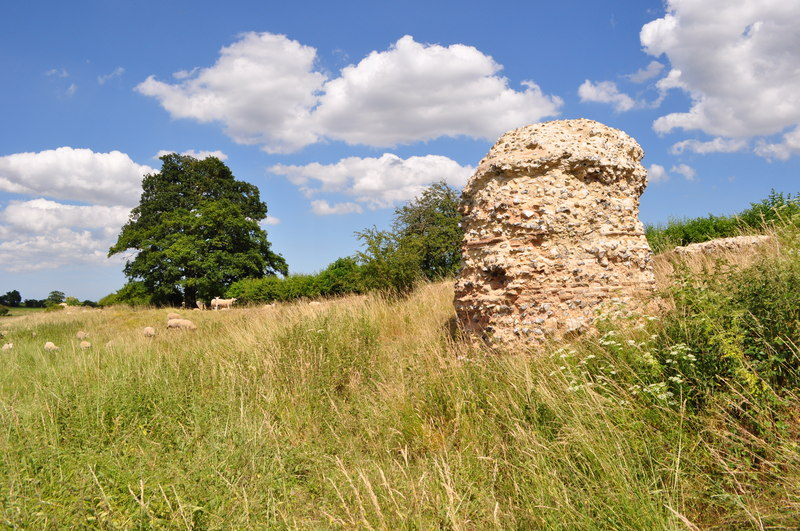
Restes d'un dels bastions de la muralla. Fa 7 m d'alçada.

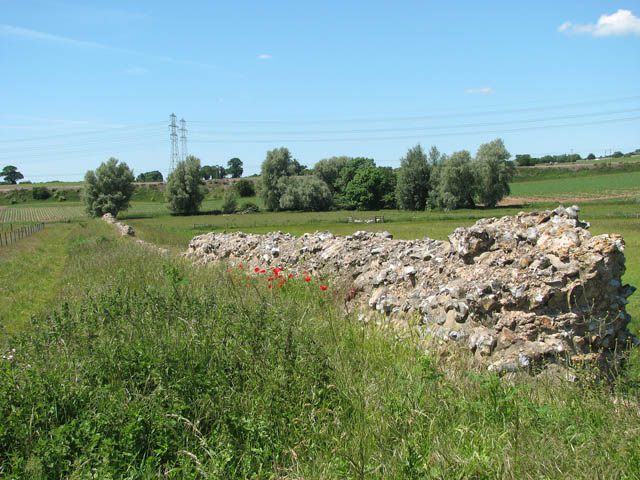
Restes de la muralla de Venta Icenorum

Venta Icenorum ('el mercat dels Iceni') és un dels tres jaciments de la Britànnia Romana encara sense excavar per complet a Anglaterra. Com que el lloc és pràcticament intacte, en no haver estat cobert per altres construccions posteriors, té gran importància.
Situada en ple centre del territori dels icens, i catalogada com una civitas dels icens per Ptolemeu en la seva Cartografia, és esmentada també en la Cosmographia de Ravenna i en l'Iter Britanniarum de l'Itinerarium Antonini Augusti: es troba al final de la calçada romana IX que va directament de Londinium (Londres) passant per una altra ciutat romanobritànica molt important, Camulodunum, a l'actual Colchester.
El jaciment, a la riba del riu Tas, a prop del poble actual de Caister St Edmunds, prop de Norwich, a Norfolk, Anglaterra, el descobriren al juliol de 1928 quan unes fotografies aèries preses de la zona des d'un avió de la RAF revelaren el traçat dels carrers romans. Les fotos es publicaren a la portada de The Times el 4 de març de 1929.
La hipòtesi principal és que era una població romana construïda sobre les restes d'una població important dels icens, que fou destruïda després de la rebel·lió fallida de Boudica entre els anys 60 i 61 de. També es barreja la possibilitat que la mateixa població icena fos construïda sobre assentaments més antics.
Se n'ha localitzat ja el forum, la basílica, almenys dos temples i uns banys, la xarxa de proveïment d'aigua i el que podria ser el teatre.

## Altres troballes a la zona
D'altra banda, unes fotos aèries preses de la zona al 2007 mostraren l'existència d'una estranya construcció, possiblement un temple del s. III, a quilòmetre i mig de distància del jaciment principal.
Així mateix, s'està realitzant altres excavacions a la zona en què han descobert més restes romanes i restes del Neolític, l'edat de bronze i l'edat de ferro.